# 三堆県
三堆県（さんたい-けん）は中華人民共和国山西省にかつて存在した県。現在の忻州市静楽県一帯に相当する。
前漢により設置され、南北朝時代の446年（太平真君7年）、北魏により廃止された。